# Деллах (Гайльталь)
Деллах (Гайльталь) (нем. Dellach (Gailtal)) — коммуна (нем. Gemeinde) в Австрии, в федеральной земле Каринтия. 
Входит в состав округа Хермагор.  Площадь общины составляет 36,53 км², население — 1210 человек (1 января 2021), плотность населения — 33 чел./км². Официальный код  —  2 03 02.

## Население
| Год  | Численность |
| ---- | ----------- |
| 1869 | 1088        |
| 1889 | 1175        |
| 1890 | 1155        |
| 1900 | 1116        |
| 1910 | 1134        |
| 1923 | 1148        |
| 1934 | 1221        |
| 1939 | 1190        |
| 1951 | 1284        |
| 1961 | 1283        |
| 1971 | 1388        |
| 1981 | 1430        |
| 1991 | 1389        |
| 2001 | 1373        |
| 2011 | 1277        |
| 2021 | 1210        |

## Политическая ситуация
Бургомистр коммуны — Христоф Церца (АНП) по результатам выборов 2003 года.
Совет представителей коммуны (нем. Gemeinderat) состоит из 15 мест.
- АНП занимает 7 мест.
- СДПА занимает 5 мест.
- АПС занимает 3 места.